# Partido del Pueblo Pakistaní
El Partido del Pueblo Pakistaní (PPP) (en Urdu: پاکستان پیپلز پارٹی ) es un partido político de centroizquierda de Pakistán. Lo dirigió hasta su muerte Benazir Bhutto, seguida por su hijo, Bilawal Bhutto. Los Parlamentarios del Partido del Pueblo Pakistaní (PPPP) es un partido formado en el 2002 por el PPP con el propósito de conformarse a las leyes electorales que rigen los partidos pakistaníes.

## Historia
El partido fue fundado el 30 de noviembre de 1967, y Zulfikar Ali Bhutto fue su primer dirigente. El credo del partido es: "El Islam es nuestra fe; la democracia es nuestra política; el socialismo es nuestra economía; todo el poder al pueblo".
El PPP es considerablemente más progresista que otros partidos políticos de Pakistán y se le reconoce la lucha por asuntos tales como los derechos de las mujeres (su anterior líder fue una mujer) y los derechos de los pobres y los oprimidos. Esta liberalidad es en parte consecuencia del hecho de que los líderes del partido están bastante más instruidos que los de otros partidos importantes, habiendo sido educados algunos de sus miembros en instituciones como la Universidad de Harvard, la Universidad de Oxford, la Universidad del Sur de California y la Universidad de California, Berkeley. Sin embargo, el partido se ha visto frecuentemente asociado a la corrupción y a los escándalos a lo largo de la historia de Pakistán. Entre los más notables relacionados con la familia Bhutto se encuentran la orden de asesinar a líderes de la oposición y un lavado de dinero continuo. La mayoría de la gente en Pakistán culpa al partido por el declive de la estabilidad económica y del bienestar de los ciudadanos.
Si bien el núcleo fuerte del partido se encuentra en la provincia sureña de Sindh, donde tiene el apoyo de una aplastante mayoría del pueblo, también goza de un apoyo considerable en la provincia más poblada de Panyab.

## Historial electoral

### Asamblea Nacional de Pakistán
| Año  | Candidato           | Votos      | %     | Escaños | +/- | Resultado           |
| ---- | ------------------- | ---------- | ----- | ------- | --- | ------------------- |
| 1970 | Zulfikar Alí Bhutto | 6 148 923  | 18,6  | 81/300  |     | Oposición           |
| 1977 | Zulfikar Alí Bhutto | 10 148 040 | 60,1  | 155/216 | 74  | Gobierno en mayoría |
| 1988 | Benazir Bhutto      | 7 546 741  | 37,66 | 93/237  |     | Coalición           |
| 1990 | Benazir Bhutto      | 7 796 238  | 36,02 | 44/217  | 49  | Oposición           |
| 1993 | Benazir Bhutto      | 7 578 635  | 37,0  | 89/217  | 45  | Coalición           |
| 1997 | Benazir Bhutto      | 4 152 209  | 21,29 | 18/217  | 71  | Oposición           |
| 2002 | Makhdoom Amin Fahim | 7 616 033  | 26,05 | 79/342  | 61  | Oposición           |
| 2008 | Asif Ali Zardari    | 10 666 548 | 30,77 | 116/342 | 37  | Coalición           |
| 2013 | Asif Ali Zardari    | 6 911 218  | 15,23 | 42/342  | 74  | Oposición           |
| 2018 | Bilawal Bhutto      | 6 913 466  | 13,05 | 54/342  | 12  | Oposición           |